# Roderich Menzel
Roderich Ferdinand Ottomar Menzel (Reichenberg, 13 de Abril de 1907 - Munique, 17 de Outubro de 1987) foi um tenista e escritor tcheco.

## Grand Slam finais

### Simples: 1 (0–1)
| Resultado | Ano  | Campeonato    | Piso   | Oponente  | Placar        |
| Vice      | 1938 | Roland Garros | Saibro | Don Budge | 6–3, 6–2, 6–4 |

### Duplas Mitas: 1 (0–1)
| Resultado | Ano  | Campeonato | Piso | Parceira     | Oponentes                   | Placar        |
| Vice      | 1935 | US Open    | Duro | Kay Stammers | Sarah Palfrey Enrique Maier | 3–6, 6–3, 4–6 |